# Setge d'Oriola (1145)
El Setge d'Oriola de 1145 fou un dels episodis de la Revolta contra els almoràvits.

## Antecedents
Coincidint amb el retrocés almoràvit al nord d'Àfrica a mans de la Dinastia almohade, els aristòcrates andalusins van iniciar la revolta contra els dominadors nord-africans almoràvits el 1144, però com havia passat en totes les anteriors revoltes andalusines, mancava de coordinació i les distintes faccions revolucionàries es combatien entre si, en un període d'anarquia. La rebel·lió a Xarq al-Àndalus fou encapçalada per Àhmad ibn Hud al-Mústansir, més conegut com a Sayf-ad-Dawla, fill del darrer emir hudí de Saraqusta. Induït pel seu odi als almoràvits, es posà al servei del rei Alfons VII de Castella. Tot i estar manejat pels cristians, gaudia de prestigi entre els andalusins, per tal com era l'hereu dels Banu Hud.
En esclatar la revolució, Yahya ibn Alí ibn GhànIya comandava els almoràvits andalusins, i havia col·locat el seu nebot Abu-Muhàmmad Abd-Al·lah ibn Ghàniya com a nou governador de València, ciutat que es revoltà l'1 de març de 1145. El 2 de maig aconseguia el govern de València el cadi Abu-Màlik Marwan ibn Abd-al-Aziz, el qual encarregà la defensa de les fronteres al capità Abd-Al·lah ibn Iyad. Aquest capità, que reconeixia la sobirania de Sayf-ad-Dawla, poc després s'ensenyorí de Múrcia. Mentrestant, a València Abu-Màlik Marwan ibn Abd-al-Aziz es mostrava incapaç de governar i els seus soldats es revoltaren i col·locaren en el seu lloc Abd-Al·lah ibn Sad ibn Mardanix, que ocupava el càrrec de valí d'Ibn Iyad de Múrcia.
Àhmad ibn Hamdín al-Taghlibí, governant de la República de Qurtuba va al respondre al missatge dels murcians en què li demanaven parer respecte al successor a l'emirat de Mursiyya a mort d'Abu Mohammed Abd al-Rahman ibn al-Hayy al-Lurqi, els va enviar de governador Abd-Al·lah ath-Thaghrí, mentre designaven cadi a Ibn Abi-Jàfar al-Khussaní. Una segona versió afirma que el mateix Sayf-ad-Dawla va enviar a Abd-Al·lah ath-Thaghrí, que es trobava a Conca, a encarregar-se del comandament de Madina Mursiyya, proclamant la sobirania de Sayf-ad-Dawla, que fou reconegut emir de Mursiyya a mitjans de febrer de 1145,

## El setge
Àhmad ibn Abd-al-Màlik Sayf-ad-Dawla va assetjar i apoderar-se d'Oriola, on els almoràvits mantenien una guarnició, i la seva absència va ser aprofitada pels partidaris d'Abd-Al·lah ath-Thaghrí, que van reposar la seva autoritat, i els almoràvits foren morts tot i la seva capitulació, però fou deposat per Ibn Abi-Jàfar al-Khussaní, havent d'abandonar el setge de Xàtiva que havia començat.

## Conseqüències
En ser de nou deposat ath-Thaghrí va reprendre el seu atac contra Xativa, havent de desistir i tornant a Alacant. Àhmad ibn Abd-al-Màlik Sayf-ad-Dawla, que lluitava contra els almoràvits al setge de Granada va demanar el suport d'Ibn Abi-Jàfar, qui es va dirigir a Granada el setembre de 1145 però fou sorprès a la batalla d'Almosala el setembre de 1145 en la qual Ibn Abi-Jàfar va morir.
Sayf-ad-Dawla entrà a Múrcia el gener del 1146, com a rei de Xarq al-Àndalus, i fou rebut amb grans honors pel governador Ibn Iyad. Després Abu-Bakr, fill de Sayf-ad-Dawla, acompanyat del mateix Ibn Iyad, visità Dénia i València, i també foren rebuts amb honors.